# اینترایر آفریقای جنوبی
اینتر ایر آفریقای جنوبی (به انگلیسی: Interair South Africa) یک شرکت هواپیمایی با کد یاتا D6 است که در تاریخ ۱۹۹۳ میلادی تأسیس شده‌است. دفتر مرکزی اینتر ایر آفریقای جنوبی در ژوهانسبورگ، آفریقای جنوبی واقع شده‌است و قطب این شرکت هواپیمایی در فرودگاه بین‌المللی اولیور تامبو قرار دارد و به ۸ مقصد، پرواز مستقیم انجام می‌دهد.

## مقصدهای پروازی

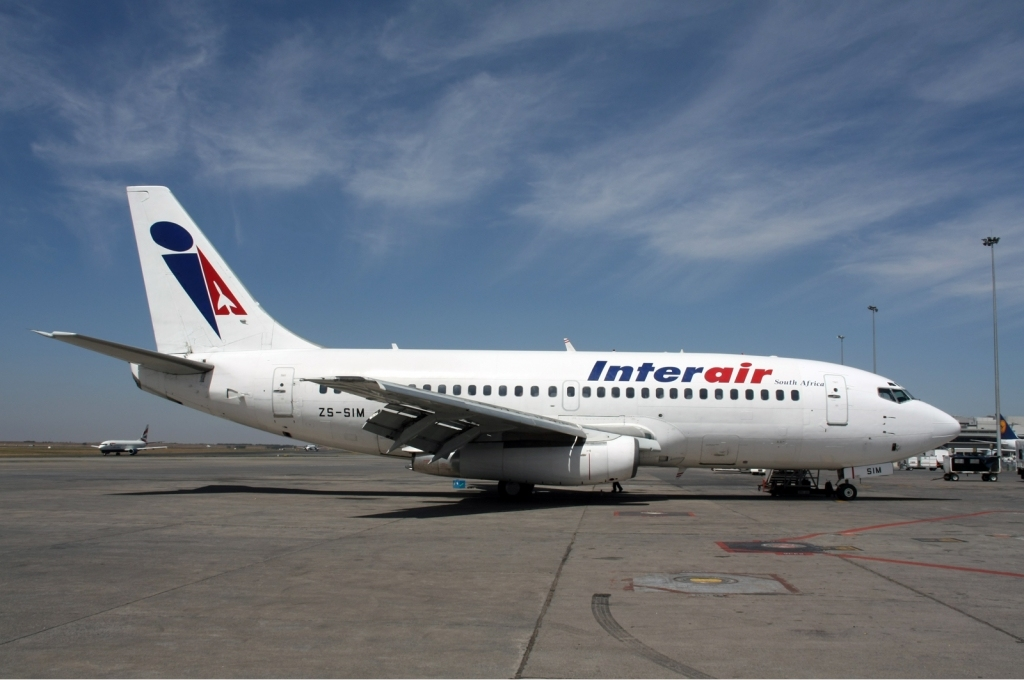
یک فروند بوئینگ ۷۳۷-۲۰۰ اینتر ایر در فرودگاه بین‌المللی اولیور تامبو.

|  | قطب              |
|  | فصلی             |
|  | مسیرهای آتی      |
|  | مسیرهای متوقف‌شده |